# Saint-Pierre-de-Maillé
Saint-Pierre-de-Maillé és un municipi francès situat al departament de la Viena i a la regió de la Nova Aquitània. L'any 2007 tenia 920 habitants.

## Demografia

### Població
El 2007 la població de fet de Saint-Pierre-de-Maillé era de 920 persones. Hi havia 376 famílies de les quals 108 eren unipersonals (60 homes vivint sols i 48 dones vivint soles), 160 parelles sense fills, 92 parelles amb fills i 16 famílies monoparentals amb fills.
La població ha evolucionat segons el següent gràfic:
Habitants censats

### Habitatges
El 2007 hi havia 569 habitatges, 385 eren l'habitatge principal de la família, 135 eren segones residències i 49 estaven desocupats. 561 eren cases i 5 eren apartaments. Dels 385 habitatges principals, 305 estaven ocupats pels seus propietaris, 63 estaven llogats i ocupats pels llogaters i 17 estaven cedits a títol gratuït; 1 tenia una cambra, 27 en tenien dues, 84 en tenien tres, 112 en tenien quatre i 161 en tenien cinc o més. 270 habitatges disposaven pel capbaix d'una plaça de pàrquing. A 165 habitatges hi havia un automòbil i a 168 n'hi havia dos o més.

### Piràmide de població
La piràmide de població per edats i sexe el 2009 era:
| Homes | Edats   | Dones |
| ----- | ------- | ----- |
| 0     | 95 o +  | 0     |
| 8     | 90 a 94 | 16    |
| 8     | 85 a 89 | 48    |
| 16    | 80 a 84 | 20    |
| 36    | 75 a 79 | 40    |
| 52    | 70 a 74 | 28    |
| 32    | 65 a 69 | 52    |
| 12    | 60 a 64 | 16    |
| 32    | 55 a 59 | 28    |
| 24    | 50 a 54 | 24    |
| 28    | 45 a 49 | 8     |
| 36    | 40 a 44 | 28    |
| 32    | 35 a 39 | 24    |
| 36    | 30 a 34 | 28    |
| 8     | 25 a 29 | 16    |
| 20    | 20 a 24 | 8     |
| 16    | 15 a 19 | 12    |
| 20    | 10 a 14 | 12    |
| 12    | 5 a 9   | 28    |
| 4     | 0 a 4   | 16    |

## Economia
El 2007 la població en edat de treballar era de 490 persones, 345 eren actives i 145 eren inactives. De les 345 persones actives 312 estaven ocupades (166 homes i 146 dones) i 33 estaven aturades (19 homes i 14 dones). De les 145 persones inactives 60 estaven jubilades, 35 estaven estudiant i 50 estaven classificades com a «altres inactius».

### Ingressos
El 2009 a Saint-Pierre-de-Maillé hi havia 383 unitats fiscals que integraven 839,5 persones, la mediana anual d'ingressos fiscals per persona era de 15.289 €.

### Activitats econòmiques
Dels 34 establiments que hi havia el 2007, 2 eren d'empreses extractives, 1 d'una empresa alimentària, 6 d'empreses de construcció, 8 d'empreses de comerç i reparació d'automòbils, 2 d'empreses de transport, 3 d'empreses d'hostatgeria i restauració, 1 d'una empresa d'informació i comunicació, 1 d'una empresa financera, 2 d'empreses immobiliàries, 2 d'empreses de serveis, 2 d'entitats de l'administració pública i 4 d'empreses classificades com a «altres activitats de serveis».
Dels 11 establiments de servei als particulars que hi havia el 2009, 1 era una oficina de correu, 1 una oficina bancària, 1 taller de reparació d'automòbils i de material agrícola, 2 fusteries, 1 lampisteria, 1 electricista, 1 empresa de construcció, 1 perruqueria, 1 restaurant i 1 agència immobiliària.
Dels 3 establiments comercials que hi havia el 2009, 1 era una botiga de menys de 120 m², 1 una fleca i 1 una botiga de material esportiu.
L'any 2000 a Saint-Pierre-de-Maillé hi havia 57 explotacions agrícoles que ocupaven un total de 4.107 hectàrees.

## Equipaments sanitaris i escolars
L'únic equipament sanitari que hi havia el 2009 era una ambulància.
El 2009 hi havia una escola elemental integrada dins d'un grup escolar amb les comunes properes formant una escola dispersa.

## Poblacions més properes
El següent diagrama mostra les poblacions més properes.